# Adjani Ngouoko
Pour les articles homonymes, voir Adjani.
Adjani Céleste Ngouoko, née le 10 septembre 1993 à Yaoundé, est une joueuse camerounaise de handball évoluant au poste de demi-centre au Dynamique Club de Bokito ainsi qu'en équipe du Cameroun féminine de handball.

## Carrière
Marie-Paule Balana évolue au Centre de formation ABC puis au Dynamique Club de Bokit. 
Avec la sélection nationale, elle est médaillée de bronze aux Jeux de la solidarité islamique de 2017 et médaillée d'argent aux Jeux africains de 2019.
Elle fait partie de la sélection camerounaise finaliste du Championnat d'Afrique des nations féminin de handball 2021 à Yaoundé.